# Gillescop Macwilliam
Gillescop Macwilliam (auch Gilleasbuig mac Uilleim; † 1229) war ein schottischer Rebell. Er gilt als letzter bekannter Angehöriger der Familie Macwilliam.

## Herkunft
Gillescop behauptete, mit der Familie Macwilliam verwandt zu sein. Wahrscheinlich stimmte diese Behauptung, auch wenn seine genaue Abstammung von der Familie unbekannt ist. 1211 hatte bereits Guthred Macwilliam und 1215 Donald Ban Macwilliam in Nordschottland eine Rebellion gegen die Krone geführt. Beide Rebellionen wurden aber blutig niedergeschlagen, die Anführer wurden hingerichtet.

Schottland im frühen Mittelalter. Die Rebellionen der Macwilliams fanden vor allem in Nordschottland, besonders in Ross und Moray Unterstützung.

## Angebliche Revolte von 1223
Die mittelalterlichen Berichte über die Revolte von Gillescop sind kurz und bei den Jahresangaben teils ungenau. Nach der Niederschlagung der Rebellion von 1215 hatte König Alexander II. Besitzungen der Rebellen in Nordschottland an seine Unterstützer verteilt.  Die neuen Herren mussten ihre Ländereien teils gewaltsam besetzen und errichteten zu ihrem Schutz Burgen. Dennoch kam es in den 1220er Jahren in der Region immer wieder zu Revolten. Der Aufstand von Gillescop begann möglicherweise bereits 1223, weshalb König Alexander II. nach Moray gezogen war. Wahrscheinlich hatte der mittelalterliche Chronist aber die Ereignisse vertauscht, denn der König war vermutlich nicht wegen einer Rebellion, sondern wegen der Beteiligung des Magnaten Ferchar Mactaggert am Machtkampfs innerhalb der Herrscherfamilie der Isle of Man nach Moray gezogen.

## Beginn der Rebellion von 1228
Im zweiten Halbjahr von 1228 war Gillescop aber der Anführer einer erneuten Revolte in Nordwestschottland. Gillescop rebellierte wahrscheinlich, weil er ein gegen ihn verhängtes Gerichtsurteil nicht akzeptieren wollte. Er wurde von mindestens zwei seiner Söhne und von einem Roderick unterstützt, der wahrscheinlich mit dem nordwestschottischen Warlord Ruairi mac Raonall identisch ist. Vor allem in den Highlands konnte Gillescop zahlreiche Unterstützer finden. Gillescop griff mit seinen Anhängern Abertarff Castle an, eine Burg an der Stelle des heutigen Fort Augustus am südlichen Ende des Loch Ness. Die Rebellen konnten die hölzerne Burg zerstören und den Burgherrn Thomas of Thirlestane, einen aus Lauderdale stammenden Vasallen von Alan, Lord of Galloway, töten. Anschließend plünderten die Rebellen Anfang September 1228 die Region um Inverness und brannten einen Teil der Stadt nieder. Zur Verteidigung der Stadt zog der König mit einer kleinen Streitmacht nach Inverness. Dann übertrug er William Comyn, Earl of Buchan, dem Justiciar of Scotia, die Niederschlagung der Rebellion.

## Niederschlagung der Rebellion und Tod von Gillescop
Die Rebellionen der Macwilliams hatten regelmäßig Unterstützung durch irische Häuptlinge erhalten. 1229 heiratete jedoch Alan, Lord of Galloway, einer der wichtigsten Vasallen des schottischen Königs, eine Tochter von Hugh de Lacy, der bislang häufig zusammen mit den Iren gegen die anglonormannischen Eroberer gekämpft hatte. Lacy hatte bislang auch die Macwilliams unterstützt. Nach der Hochzeit konnten die irischen Häuptlinge bewegt werden, ihre Unterstützung der Rebellen gegen König Alexander II. zu beenden. Vielleicht auch deshalb konnte der Earl of Buchan die Rebellion relativ schnell blutig niederschlagen. 1229 wurde Gillescop zusammen mit seinen beiden Söhnen von Comyns Truppen gefangen genommen und hingerichtet. Ihre abgeschlagenen Köpfe wurden dem König präsentiert. Im Auftrag des Königs wurden im Winter von 1229 bis 1230 die verbliebenen Mitglieder der Familie Macwilliam aufgespürt und getötet. Die letzte bekannte Angehörige der Familie, eine kleine Tochter von Gillescop, wurde auf Befehl des Königs Anfang 1230 öffentlich mit dem Kopf gegen das Marktkreuz von Forfar geschleudert. Diese brutale Tat schockierte bereits die Zeitgenossen, doch der König stellte damit sicher, dass der Thronanspruch der Macwilliams erloschen war. Dazu gab er ein klares Signal, dass er weitere Rebellionen gnadenlos niederschlagen würde.

## Folgen
Weihnachten 1230 feierte König Alexander II. in Elgin. Dort bereitete er die Gründung von Pluscarden Priory vor, die er möglicherweise als Dank für die Niederschlagung der Macwilliam-Rebellionen stiftete. Vom Niedergang der Macwilliams profitierte besonders der William Comyn, Earl of Buchan und seine Familie. 1230 vergab der König die neu geschaffene Herrschaft Badenoch an Comyns Sohn Walter. Ruairi, der wahrscheinlich Gillescop unterstützt hatte, konnte der Verfolgung durch William Comyn entkommen und zog sich auf seine Besitzungen in Nordwestschottland zurück. In der Folge kam es zu lang anhaltenden Kämpfen zwischen ihm und dem zum Earl erhobenen königstreuen Ferchar Mactaggert, die auch unter ihren Nachkommen weiter andauerten.